# Коноплянка (річка, притока Дніпра)
Коноплянка — мала річка в місті Кам'янському, права притока Дніпра. Протікає по північній околиці колишнього села Тритузне (нині проммайданчик колишнього ВО Придніпровський хімічний завод).
Тече паралельно течії Дніпра з північного заходу на південний схід і впадає в Дніпро поблизу смт Карнаухівка. Найбільша притока — річка Жовтуха, засипана радіоактивними відходами виробництва ПХЗ.

## Назва
Назва річки походить від конопель, які жінки вимочували в річці.

## Опис
У 2020 році Коноплянка — кількакілометрова ділянка заболоченого русла, що межує через греблю з могильниками ПХЗ. З південного сходу в Коноплянку впадає злив з міської дренажно-меліоративної системи, яка приймає стоки зливової каналізації центральної частини Кам'янського.

## Історія

### Друга світова війна
У жовтні 1943 року в околицях Коноплянки, поблизу селища Карнаухівка йшли бої за визволення Правобережної України (Карнаухівський відволікаючий плацдарм).

### Зведення ПХЗ
У 1947 році на території колишнього села Тритузне розпочалось будівництво Придніпровського хімічного заводу, що займався виробництвом уранових з'єднань. На берегах річки було зведено хвостосховище радіоактивних відходів «Дніпровське». Внаслідок створення відстійників заводу річка була забруднена радіонуклідами.  Земляна дамба хвостосховища  ділить русло на дві частини -  затоку Коноплянка, де відпочивають та рибалять карнаухівчани та розташоване вище дамби мертве річище.